# Apiocera longitudinalis
Apiocera longitudinalis är en tvåvingeart som beskrevs av Paramonov 1953. Apiocera longitudinalis ingår i släktet Apiocera och familjen Apioceridae. Inga underarter finns listade i Catalogue of Life.